# Gamsfeld
Gamsfeld – szczyt w grupie Salzkammergut-Berge, części Północnych Alp Wapiennych. Leży w Austrii w kraju związkowym Salzburg. Jest to najwyższy szczyt Salzkammergut-Berge.